# Бешрабат
Бешрабат (узб. Beshrabot / Бешрабoт) — кишлак, административный центр Навбахорского района Навоийской области Узбекистана.

## Население
В 2000 году в кишлаке проживало 5142 человека. Население, в основном, занимается земледелием.